# Sarpédon
Pour les articles homonymes, voir Sarpédon (homonymie).
Dans la mythologie grecque, Sarpédon (en grec ancien Σαρπηδών / Sarpêdốn) est un fils de Zeus et d’Europe, ou de Laodamie selon Homère. Il apparaît dans les fragments des Cariens, tragédie perdue d'Eschyle, et un fragment de Bacchylide (fr. 10 SM). C'est la version principale reprise par le pseudo-Apollodore. Il est le frère de Minos et Rhadamanthe, Virgile lui donne deux frères, Claros et Thémon, qui combattent les Rutules aux côtés d’Énée dans les troupes d’Évandre et que Turnus tuera.

## Mythe

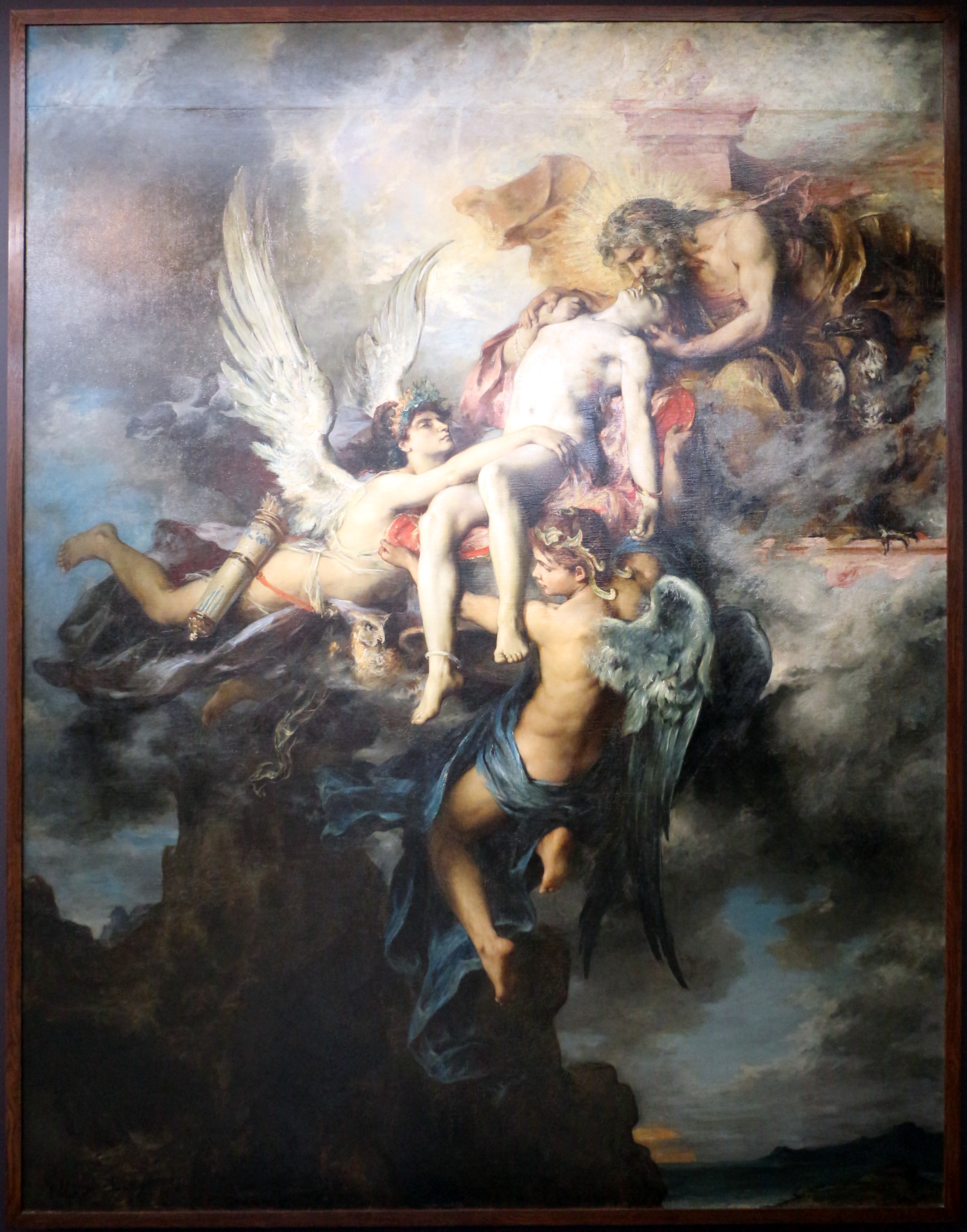
Henri-Léopold Lévy, Sarpédon, 1874, Musée d'Orsay, Paris

Sarpédon et ses frères Minos et Rhadamanthe furent adoptés par le roi crétois Astérion ou Astérius. D'après les scholies du livre 12 de l'Iliade, lorsque Zeus amena Europe en Crète, il la donna comme épouse à Astérion, le roi de Crète. De leur côté, les mythographes Diodore de Sicile et Apollodore écrivent qu'Europe épousa Astérion, qui adopta ses trois fils Minos, Sarpédon et Rhadamanthe,.
Dans sa jeunesse, il se querelle avec ses frères pour l’amour d’un garçon, Milétos ou Atymnios. Milétos préféra Sarpédon. Vaincu par Minos, il doit s'exiler et rejoint alors son oncle Cilix, établi dans une contrée à laquelle il donne son nom : la Cilicie. Avec ce dernier, il combat les Lyciens et fait de la région du fleuve Xanthos son royaume. Hérodote rapporte une version historicisée très proche. Zeus lui accorde alors le privilège de vivre pendant trois générations d’hommes.
Quand éclate la guerre de Troie, il vient au secours de Priam à la tête des troupes lyciennes. Pendant la dixième année de la guerre, il est blessé à la cuisse dans son affrontement avec l'Héraclide Tlépolème ; Zeus intervient pour le sauver.
Par la suite, il rencontre Patrocle revêtu de l'armure divine d'Achille. Patrocle abat d'abord son cocher, Thrasydème, ainsi que l’un de ses chevaux. Dès le début du combat, Zeus, qui observe la scène, sait que son fils est voué à périr sous les coups de Patrocle. Pris de pitié, il veut le sauver mais est arrêté par les remontrances d'Héra, qui lui rappelle que chacun des Immortels a un descendant dans la bataille. Cédant à Héra, Zeus décide d'abandonner son fils à son destin. Il fait néanmoins pleuvoir une averse de sang pour lui rendre hommage.
Sarpédon est abattu d'un coup de pique en plein cœur. Avant de mourir, il demande à Glaucos, son compagnon d'armes, de ne pas laisser sa dépouille aux mains des Achéens. Lui-même blessé, Glaucos ne peut qu'exhorter les Troyens à défendre le corps, mais Patrocle repousse finalement Hector et les Lyciens. Sarpédon est alors dépouillé de ses armes. Aussitôt, Apollon, sur l'ordre de Zeus, intervient pour emporter le corps. Il le lave dans les eaux du Scamandre, l'oint d'ambroisie, le revêt d'habits immortels, et le remet entre les mains des dieux jumeaux Hypnos (le Sommeil) et de Thanatos (la Mort) qui le portent en Lycie, au milieu de son peuple.

## Culte héroïque
Il existait un temple de Sarpédon à Xanthos, en Lycie, peut-être associé à un lieu de sépulture supposé,. Il y avait aussi un temple et un oracle d'Apollon Sarpédonios et d'Artémis Sarpédonia à Séleucée en Cilicie,,,, un sanctuaire et un oracle de Sarpédon dans la Troade, bien que Tertullien ait pu confondre ce dernier avec l'oracle de Cilicie. Il existe des preuves suggérant que Sarpédon était l'objet d'un culte non grec pré-homérique.

## Représentations

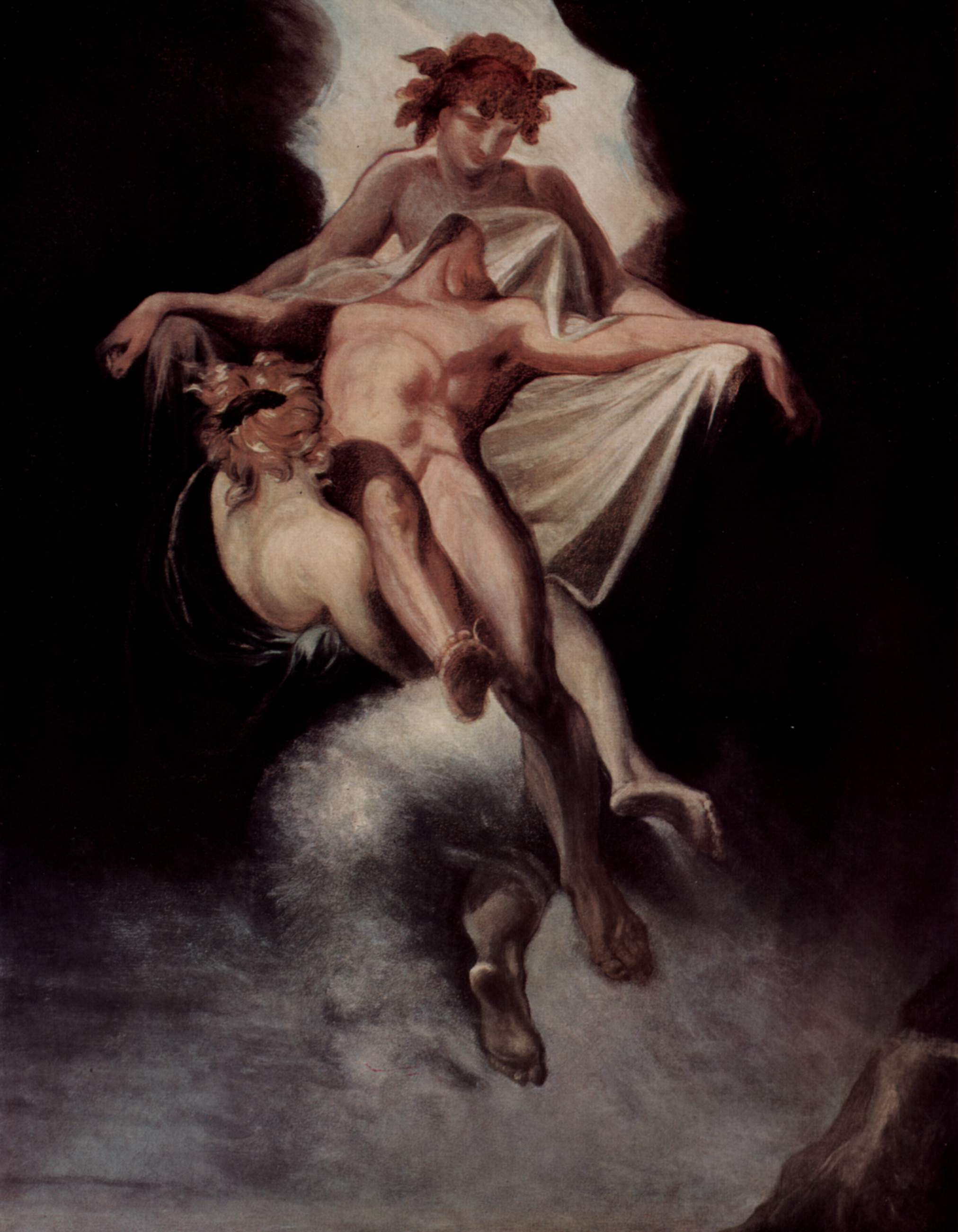
Johann Heinrich Füssli, Le Sommeil et la Mort portant le corps de Sarpédon en Lycie, 1803, Sammlung Haus Rechberg (Zurich)

La mort de Sarpédon est un thème courant dans l'iconographie des vases antiques. Un vase protolucanien du Peintre de Policoro (cf. fig. 1) montre la mort du héros conformément à la scène décrite par Homère : Sarpédon a été abattu par la pique de Patrocle, lequel achève le héros en retirant sa pique.
Cependant, la représentation la plus courante est celle de l'enlèvement du corps par Hypnos et Thanatos, qui apparaît sur plusieurs vases attiques à figures noires et à figures rouges de la fin du VIe siècle av. J.-C. et du début du Ve siècle. Dans ces représentations, les dieux jumeaux, glabres ou barbus selon les cas, semblent enlever le corps du champ de bataille. Sur une hydrie lucanienne, on les voit porter le corps dans les airs. Sur un cratère apulien, ils apportent le corps à Europe, mère du héros — épisode probablement tiré des Cariens d'Eschyle.[réf. nécessaire] Cette scène devient ensuite une scène funéraire générique, notamment sur des lécythes à fond blanc.
Sarpédon est également représenté par Polygnote sur une fresque aux côtés de Memnon.

## Sources
- Virgile, Énéide [détail des éditions] [lire en ligne] (Chants X, XII)
- Pseudo-Apollodore, Bibliothèque [détail des éditions] [lire en ligne]
- Homère, Iliade [détail des éditions] [lire en ligne]
- Appien, Les Guerres Civiles, Horace White. London. MACMILLAN AND CO., LTD. 1899. Version en ligne sur la Perseus Digital Library.
- Roman pseudo-clémentin, traduit en anglais par Thomas Smith, dans Ante-Nicene Christian Library: Translations of the Writings of the Fathers down to A.D. 325. Édité par Alexander Roberts, et James Donaldson, Vol III. Tatian, Theophilus, and The Clementine Recognitions. T. and T, Clark, Edinburgh 1867. Online version sur Wikisource
- Dictys Cretensis, The Trojan War. The Chronicles of Dictys of Crete and Dares the Phrygian, traduit en anglais par R. M. Frazer (Jr.). Indiana University Press. 1966. PDF.
- Diodore de Sicile, Bibliothèque historique, Volume III: Livres 4.59-8. traduit par C. H. Oldfather. Loeb Classical Library No. 340. Cambridge, Massachusetts: Harvard University Press, 1939.  (ISBN 978-0-674-99375-4). Version en ligne sur Harvard University Press. version en ligne par Bill Thayer
- Diodore de Sicile, Bibliothèque historique. Vol 1-2. Immanel Bekker. Ludwig Dindorf. Friedrich Vogel. in aedibus B. G. Teubneri. Leipzig. 1888–1890. Greek text available at the Perseus Digital Library.
- Euripide, Bacchae. Iphigenia. at Aulis. Rhesus. Édité et traduit par David Kovacs. Loeb Classical Library No. 495. Cambridge, Massachusetts, Harvard University Press, 2003.  (ISBN 978-0-674-99601-4) version en ligne sur Harvard University Press.
- Euripide, Euripidis Fabulae. vol. 3. Gilbert Murray. Oxford. Clarendon Press, Oxford. 1913. Texte en grec sur la Perseus Digital Library.
- Gantz, Timothy, Early Greek Myth: A Guide to Literary and Artistic Sources, Johns Hopkins University Press, 1996, Deux volumes:  (ISBN 978-0-8018-5360-9) (Vol. 1),  (ISBN 978-0-8018-5362-3) (Vol. 2).
- Robin Hard, The Routledge Handbook of Greek Mythology: Based on H.J. Rose's Handbook of Greek Mythology, United Kingdom, Routledge, 2004 (ISBN 9780415186360, lire en ligne)
- Hérodote, Histoires, A. D. Godley (traducteur), Cambridge, Massachusetts: Harvard University Press, 1920;  (ISBN 0674991338). Version en ligne sur la Perseus Digital Library.
- Homère, The Iliad with an English Translation by A.T. Murray, Ph.D. in two volumes. Cambridge, Massachusetts, Harvard University Press; London, William Heinemann, Ltd. 1924. Online version at the Perseus Digital Library.
- Homère, Homeri Opera en cinq volumes. Oxford, Oxford University Press. 1920. Greek text available at the Perseus Digital Library.
- Richard Janko, The Iliad: A Commentary: Volume 4, Books 13-16, Cambridge, United Kingdom, Cambridge University Press, 1985 (ISBN 9780521281744)
- Most, G.W., Hesiod: The Shield, Catalogue of Women, Other Fragments, Loeb Classical Library, No. 503, Cambridge, Massachusetts, Harvard University Press, 2007, 2018.  (ISBN 978-0-674-99721-9). Online version at Harvard University Press.
- Grimal, Pierre, The Dictionary of Classical Mythology, Wiley-Blackwell, 1996.  (ISBN 978-0-631-20102-1).
- Pausanias, Pausanias Description of Greece with an English Translation by W.H.S. Jones, Litt.D., and H.A. Ormerod, M.A., in 4 Volumes. Cambridge, Massachusetts, Harvard University Press; London, William Heinemann Ltd. 1918. Online version at the Perseus Digital Library.
- Renberg, Gil, Where Dreams May Come: Incubation Sanctuaries in the Greco-Roman World, BRILL, 2017.  (ISBN 9789004330238).
- Rose, Herbert Jennings, "Sarpedon" dans The Oxford Classical Dictionary, deuxième édition, Hammond, N.G.L. et Howard Hayes Scullard (editors), Oxford University Press, 1992.  (ISBN 0-19-869117-3).
- Sommerstein, Alan H., Aeschylus: Fragments. édité et traduit en anglais par  Alan H. Sommerstein. Loeb Classical Library No. 505. Cambridge, Massachusetts: Harvard University Press, 2009.  (ISBN 978-0-674-99629-8). Online version at Harvard University Press.
- Strabon, Geographie, traduit en anglais par  Horace Leonard Jones; Cambridge, Massachusetts: Harvard University Press; London: William Heinemann, Ltd. (1924). LacusCurtis, Version en ligne sur la Perseus Digital Library, Books 6–14
- Unwin, Naomi Carless, Caria and Crete in Antiquity, Cambridge University Press, 2017.  (ISBN 9781107194175).